# デンマーク音楽アカデミーの人物一覧
デンマーク音楽アカデミーの人物一覧は、デンマーク音楽アカデミーに関係する人物の一覧記事。

## 著名な教職員

### 器楽奏者
- ヴォルフ・エンドレ
- レイフ・カイサ
- ホルゲル・ギルベルト＝イェスペルセン
- ヴィクトー・ショアラー
- ポール・ビルケルンド
- ヘンリー・ホルスト

### 作曲家
- アウグスト・ヴィンディング
- ヘアマン・ダーヴィド・コッペル
- ルドルフ・シモンセン
- フィン・ヘフディング
- ヴァン・ホルンボー
- オット・マリング
- クヌーズオーエ・リスエア

### その他
- アクセル・ヴェレユス
- ヨルマ・パヌラ

## 卒業生

### 器楽演奏家
- モーゲンス・ヴェルディケ
- レイフ・カイサ
- ホルゲル・ギルベルト＝イェスペルセン
- イェラン・セルシェル
- ポール・ビルケルンド
- カイ・ラウアセン

### 作曲家
- エイヴィン・アンデルセン
- ヘアマン・ダーヴィド・コッペル
- スヴェンド・シモン・シュルツ
- ペア・ノアゴー
- ヴィクトー・ベンディクス
- ヴァン・ホルンボー
- カール・オット・ルノウルヴソン

### その他
- アクセル・ヴェレユス
- オーレ・シュミット
- トーマス・ダウスゴー
- ヨン・フランセン